# 日比谷野外音乐堂
日比谷野外音乐堂（日语：／）是位于东京都千代田区的日比谷公园内的露天音乐堂。分为大、小两个音乐堂，两者可容纳的人数与用途有所不同。
小音乐堂开设于明治时代，大音乐堂设立于大正时代。小音乐堂是日本最早的露天音乐堂。

## 大音乐堂
大音乐堂常被昵称为“野音”（日语：／ Yaon）。可以容纳座席2664席、站立位置450位、轮椅5辆。
大音乐堂主要用于举办各种各样的音乐演出。由于是露天场地，考虑到噪音对环境的影响，音乐演出仅允许在周六、周日举办。另外大音乐堂也用作集会场地，例如5月1日国际劳动节集会、市民团体的集会（反对提高消费税、反对核电、反对TPP等）。
大音乐堂最早建立于1923年（大正12年）7月，太平洋战争中，自1943年（昭和18年）起曾一度关闭。战后被驻日盟军接收。在接收解除后，1954年（昭和29年）8月进行翻修，之后作为第二代大音乐堂开放。1982年（昭和57年），由于建筑的老化，进行了全面的改建工程，次年（1983年）8月，第三代大音乐堂开放，使用至今。
2006年（平成18年）4月1日起，大音乐堂与日比谷公会堂的管理者由地方自治体变更为东京都的指定管理者（民间企业）。现在的指定管理者为、和。

## 小音乐堂
小音乐堂是日比谷公园的一部分，竣工于1905年（明治38年）。1923年（大正12年）在关东大地震中倒塌，其后旋即重修。1983年与大音乐堂一同经过改造，使用至今。客席数为1075席。免费使用是小音乐堂的特色，不租给做收费表演的使用者。
小音乐堂定期在每周三和周五有音乐演出。

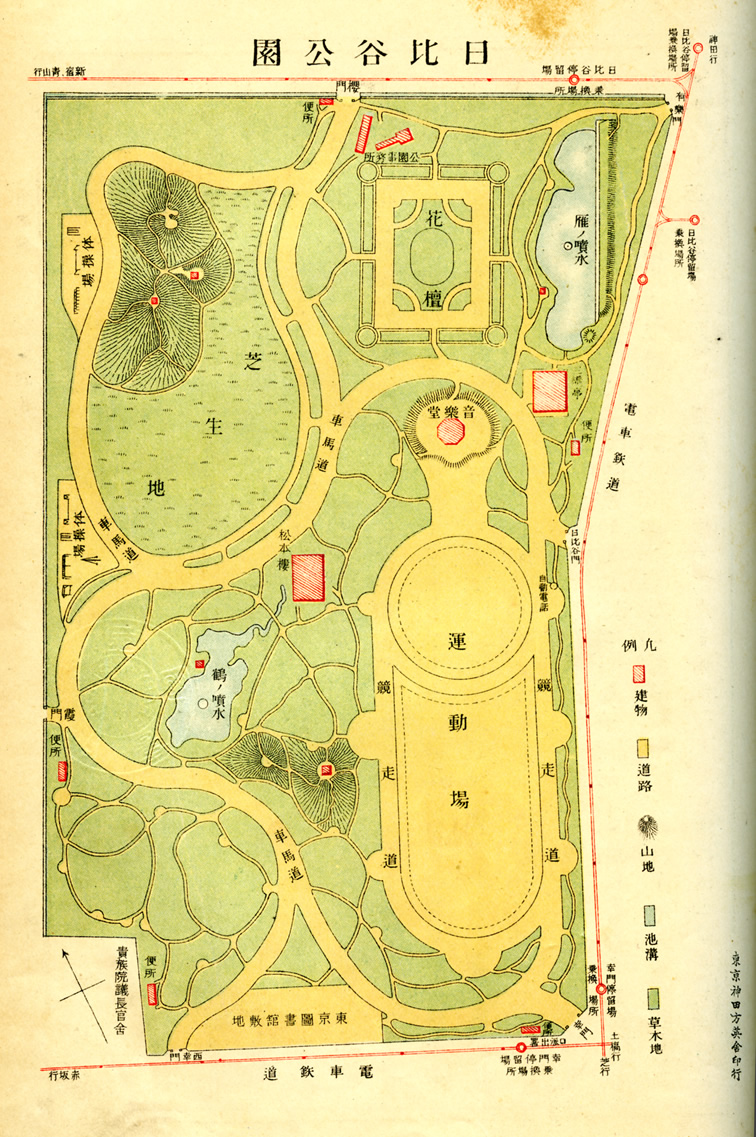
1907年（明治40年）发行的日比谷公园导览图 运动场上方的八角形为小音乐堂
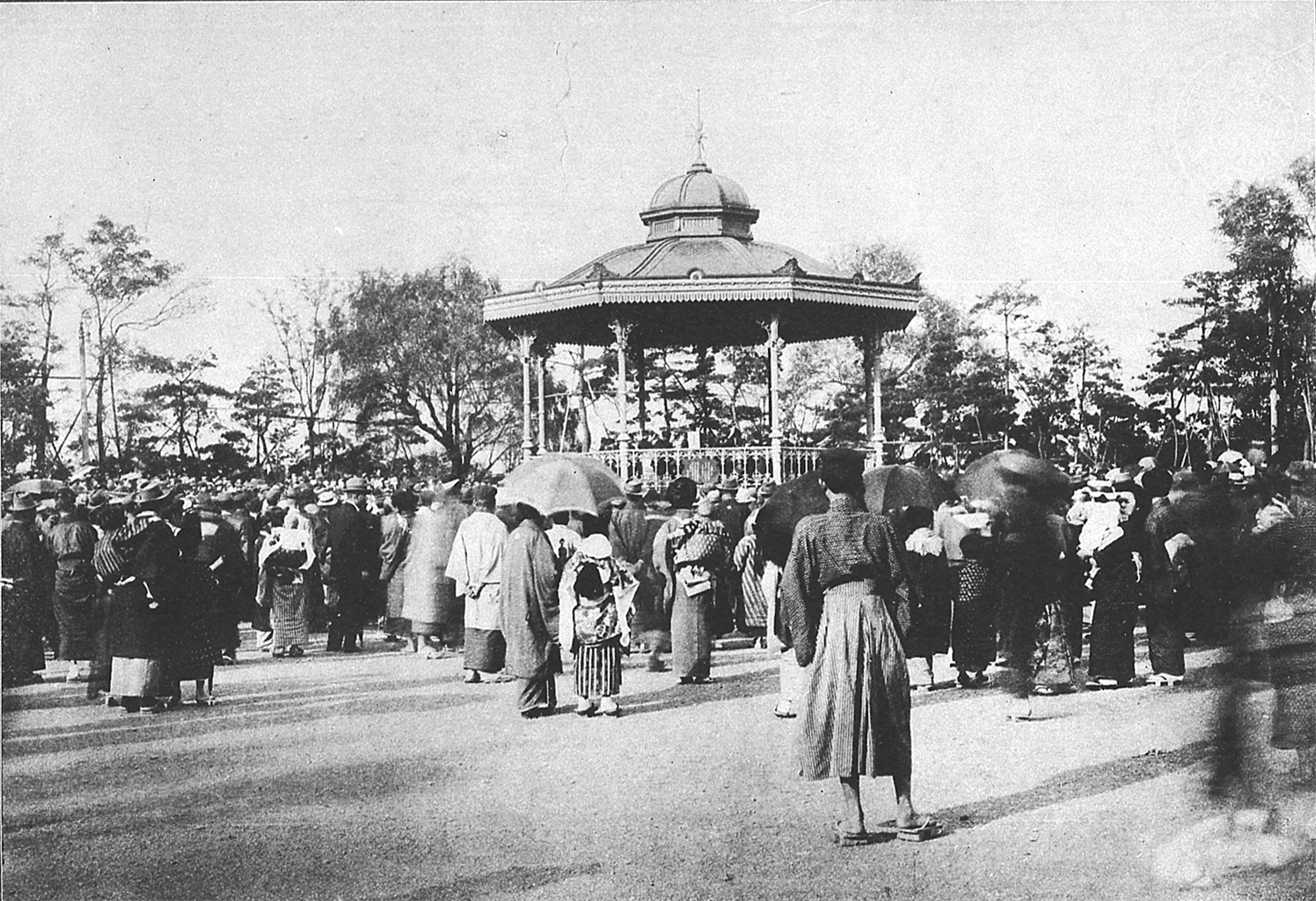
1909年（明治42年）的小音乐堂
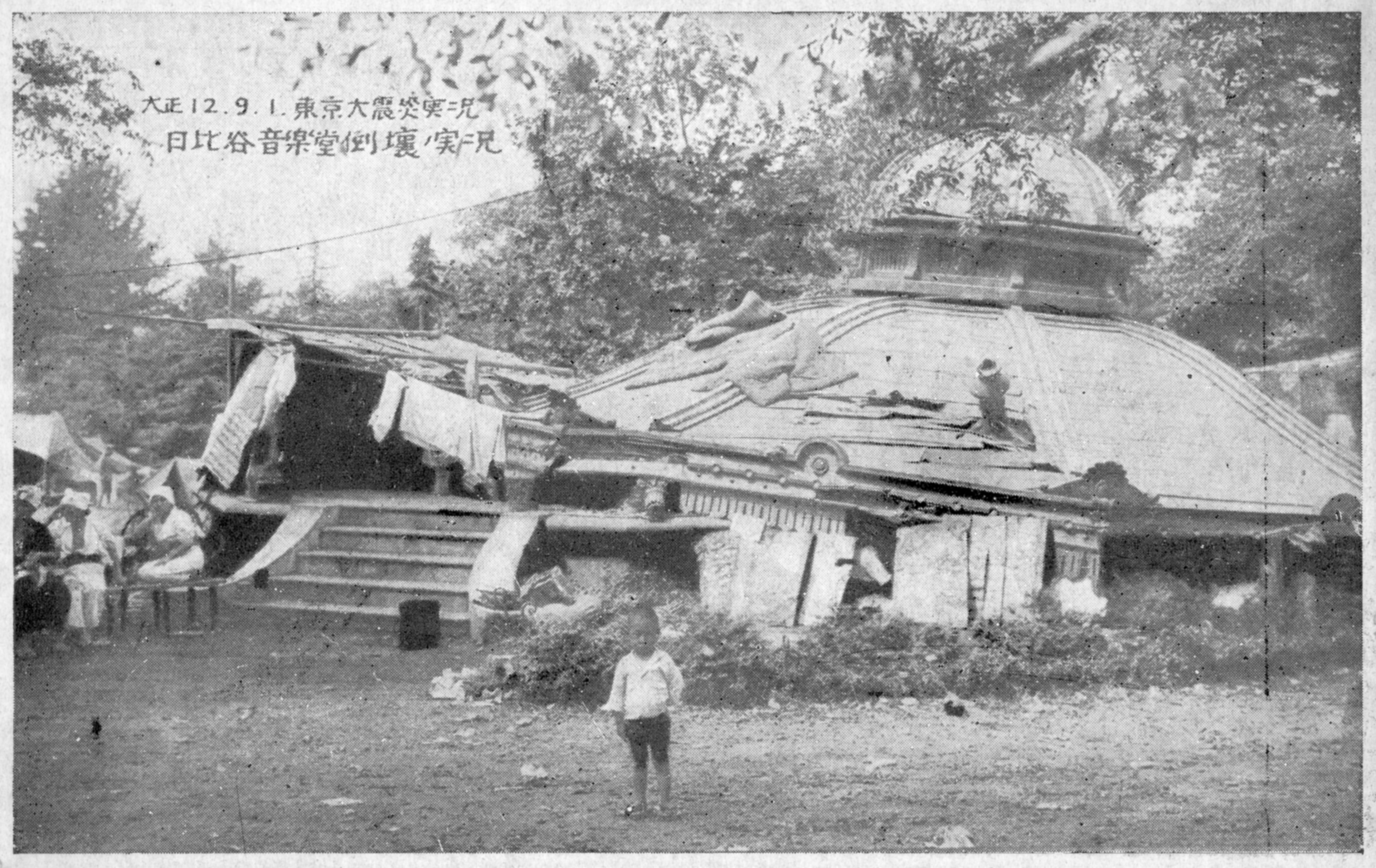
1923年关东大地震中倒塌的小音乐堂

## 外部連結
- （日語）日比谷野外音乐堂官方網站 （页面存档备份，存于）

35°40′20.5″N 139°45′14.5″E / 35.672361°N 139.754028°E